# Костел Воздвиження Хреста Господнього (Полтава)

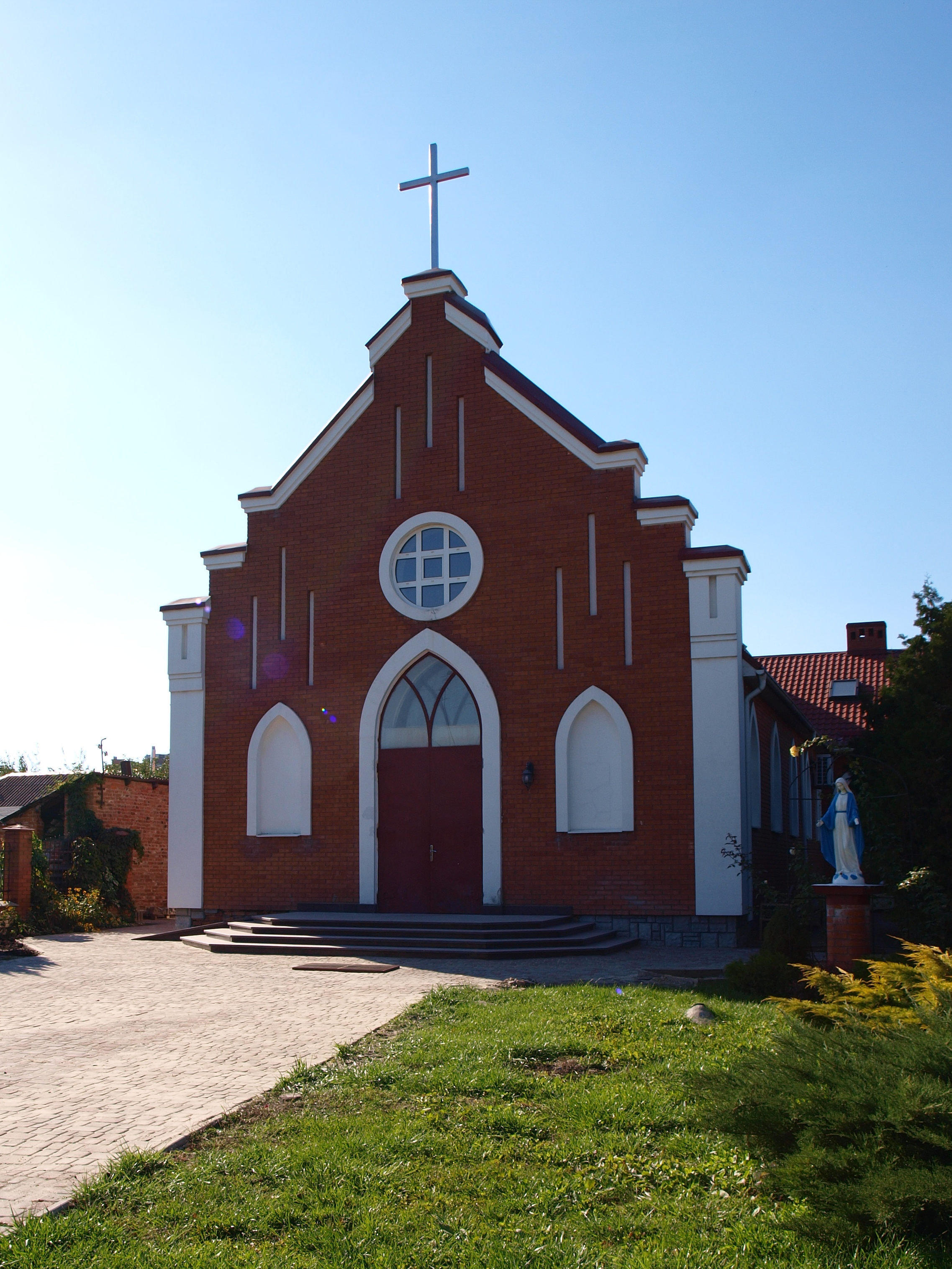
Костел Воздвиження Хреста Господнього

Костел Воздвиження Хреста Господнього — римо-католицький костел міста Полтава. Розташований за адресою: вулиця Кобищанська, 16.

## Історія
З початку 90-х років XX століття полтавських римо-католиків обслуговували оо.-мар'яни з Харкова. Оскільки старий полтавський костел Воздвиження Хреста Господнього ще до війни знищила радянська влада, то у 1994 році було придбано старий будинок на вул. Кобищанська, 16, і після невеликого ремонту вже на Різдво там відправили першу Месу. 3 грудня 1994 року єпископ Ян Пурвінський (парафія тоді належала до Києво-Житомирської дієцезії) затвердив статут парафії, а 17 березня 1995 року статут було зареєструвано рішенням Полтавського облвиконкому.
14 лютого 2002 рока на прохання єпископа Пурвінського до Полтави прибули оо.-облати Марії. Восени цього ж року перший настоятель парафії та майбутній єпископ о. Яцек Пиль OMI розпочав будівництво нової святині та помешкання для священників, яке було завершене 2004 року під керівництвом нового настоятеля о. Ромуальда Опєлкі OMI. 26 березня 2004 року храм освятив єпископ Станіслав Падевський OFM Cap.
Парафію і далі обслуговують оо.-облати Марії (згромадження Місіонерів Облатів Пресвятої і Непорочної Діви Марії). Тут також працюють черниці згромадження Дочок Божої Любові.